# Orzeni
Orzeni – wieś w Rumunii, w okręgu Jassy, w gminie Holboca. W 2011 roku liczyła 689 mieszkańców.